# Michel Bibard
Michel Bibard (Amboise, 1958. november 30. –) olimpiai bajnok és világbajnoki bronzérmes francia labdarúgó, hátvéd, edző.

## Pályafutása

### Klubcsapatban
1967 és 1974 között az Olympique de Saumur korosztályos csapataiban kezdte a labdarúgást. 1976 és 1985 között az FC Nantes labdarúgója volt, ahol három bajnoki címet és egy francia kupa győzelmet szerzett az együttessel. Tagja volt az 1979–80-as idényben KEK-elődöntős csapatnak. 1985 és 1991 között a Paris Saint-Germain csapatában szerepelt és egy bajnoki címer nyert a PSG színeiben. 1991-92-ben az ománi Sur SC csapatában játszott és itt fejezte az aktív labdarúgást.

### A válogatottban
1984 és 1986 között hat alkalommal szerepelt a francia válogatottban. Tagja volt a Los Angeles-i olimpián aranyérmet nyert csapatnak. Részt vett az 1986-os mexikói világbajnokságon, ahol a válogatott bronzérmet szerzett. Egy mérkőzésen lépett pályára és az a bronzmérkőzés volt Belgium ellen, ahol 4–2-es francia győzelem született hosszabbításban.

## Sikerei, díjai
Franciaország
- Olimpiai játékok
  - aranyérmes: 1984, Los Angeles
- Világbajnokság
  - bronzérmes: 1986, Mexikó

 FC Nantes
- Francia bajnokság
  - bajnok: 1976–77, 1979–80, 1982–83
  - 2.: 1977–78, 1978–79, 1980–81, 1984–85
- Francia kupa (Coupe de France)
  - győztes: 1979
  - döntős: 1983
- Kupagyőztesek Európa-kupája (KEK)
  - elődöntős: 1979–80

 Paris Saint-Germain
- Francia bajnokság (Ligue 1)
  - bajnok: 1985–86